# Dorymyrmex lipan
Dorymyrmex lipan é uma espécie de formiga do gênero Dorymyrmex.